# Абдулахи, Идрус
Идрус Абдулахи (англ. Idrus Abdulahi; род. 22 сентября 2003, Эфиопия) — австралийский футболист эфиопского происхождения, защитник.

## Карьера

### Клубная
Абдулахи — воспитанник клубов «Брунсвик Сити» и «Мельбурн Сити». 26 апреля 2019 года в матче против «Сентрал Кост Маринерс» дебютировал в А-Лиге в составе последнего.

### В сборной
В 2019 году в составе юношеской сборной Австралии Абдулахи принял участие в юношеском чемпионате мира в Бразилии. На турнире он сыграл в матчах против команд Эквадора, Венгрии, Нигерии и Франции.